# Ветеря 1
Ветеря 1 — деревня в Гдовском районе Псковской области России. Входит в состав Самолвовской волости Гдовского района.
Расположена на юго-западе района, в 12 км к востоку от волостного центра Самолва, в 1 км к востоку от деревни Ремда. Восточнее находится деревня Ветеря 3.

## Население
Численность населения деревни на 2000 год составляла 9 человек.

## История
До 2005 года деревня входила в состав ныне упразднённой Ремдовской волости.